# Gustav Storm
Gustav Storm (født 18. juni 1845 i Rendalen, død 23. februar 1903 i Kristiania) var en norsk historiker.
Hans forældre var sognepræsten Ole Johan Storm (1806–1850) og Hanna Jørgine Mathilde Breda (1815–1869). Han var broder til Johan Frederik Breda og Oscar Wilhelm Eugen Storm, fætter til Vilhelm Ferdinand Johan og Martin Luther Storm.
Han tog filologisk embedseksamen i 1868, og debuterede straks der efter som historisk kritiker og polemiker med afhandlingen Om den gamle norrøne literatur (1869), som blev fortsat med det banebrydende tekstkritiske arbejde Snorre Sturlassons historieskrivning (1873). I 1874 tog han doktorgraden, blev universitetsstipendiat 1875, og 1877 professor i historie ved Kristiania universitet. Der kom han til at udøve stor indflydelse ikke bare som lærer, men også på universitetets administrative forhold og dets videnskabelige virksomhed i sin helhed. På sit hovedområde, Norges historie i middelalderen, udførte Storm et stort nyskabende arbejde, som tog form af en stor mængde afhandlinger i historiske, filologiske og geografiske fagtidsskrifter. Han oversatte de gamle kongesagaer til norsk for den store folkeudgave, som udkom i 1899. Heriblandt Sverres Saga sammen med Alexander Bugge.
Storms afhandling fra 1894 om det norske rigsvåben regnes fortsat som den mest grundlæggende og videnskabelige behandling af dettes opkomst og tidlige udvikling i middelalderen.[kilde mangler] Blandt andet drøftede han Snorres skildring af kong Magnus Berrføtts brug af løven, og konkluderede, at skildringen er uhistorisk og blot beskriver kongevåbenet på den tid, Snorre skrev kongesagaen.

## Forfatterskab
- Om den gamle norrøne literatur (1869)
- Snorre Sturlassons historieskrivning (1873)
- Sagnkretsene om Karl den Store og Didrik af Bern hos de nordiske folk (1874)
- Kritiske bidrag til vikingetidens historie (1876)
- Ragnar Lodbrok og Lodbrokssønnerne (1877)
- Vikingetidens tidligste udgangspunkter (1879)
- Maria Stuart (1891)
- Christofer Columbus og Amerikas opdagelse (1892)
- Olav den Hellige (1893)
- Norges gamle Vaaben, Farver og Flag (1894)
- Dronning Margretes valg i Norge (1900)

### På internettet
- Snurre Sturlason: Kongesagaer oversat af Gustav Storm; Kristiania 1899